# Metaxytherium krahuletzi
Espèce
Metaxytherium krahuletzi est une espèce éteinte de mammifère marin de l'ordre des siréniens (mammifères aquatiques ancêtres du lamantin et du dugong). Il appartient au genre Metaxytherium, (de Christol, 1840), selon M. Voss, en 2014. Il a comme synonyme Manatus studeri Meyer, 1837, Halianassa studeri (Meyer, 1837), Metaxitherium studeri (Meyer, 1837), Thalattosiren, studeri (Meyer, 1837), Metaxytherium christoli Fitzinger, 1899, Metaxytherium argoviense Pilleri, 1987.

## Description
Le Metaxytherium krahuletzi est considéré comme le plus ancien des Métaxytherium à l'exception du Metaxytherium albifontanum, et il apparaît être l'ancêtre direct de tous les Metaxytherium de l'Ancien monde. Cette théorie est revue à partir de 2001, en effet en 2008, pour Silvia Sorbi la difficulté à différencier morphologiquement Metaxytherium krahuletzi et Metaxytherium medium est avérée. Les espèces du genre Metaxytherium manifesteraient une sorte de stase morphologique pendant plus de 10 millions d’années.
Une étude récente de l'Université de Pise a montré que dans les mers du Miocène supérieur, le Metaxytherium krahuletzi a partagé les eaux avec d'autres espèces de Siréniens comme le Miosiren kocki de la famille des Trichechidae et un représentant de la sous-famille actuelle des Dugonginae, le Rytiodus.
À la fin du Miocène, le genre Metaxytherium a disparu du monde entier, à l'exception de la côte euro-africaine, où l'on trouve l'espèce Metaxytherium serresii, situé dans en Italie (7,24 millions d'années), en Libye (6,8 millions d'années), en Espagne (5,2 à 4,98 millions d'années) et en France (5,3 à 4 millions d'années). Cette espèce est beaucoup moins importante par rapport à la précédente.
Il a été nommé « krahuletzi » en l'honneur du paléontologue allemand Johann Krahuletz (de) (Eggenburg 3-11-1848, Eggenburg 11-12-1928).